# عبد الله إبراهيم (مغربي)
عبد الله إبراهيم (24 أغسطس 1918 – 11 سبتمبر 2005) سياسي ونقابي ورجل دولة وكاتب مغربي. هو ثالث وزير أول (رئيس حكومة) في المغرب بعد الاستقلال بين 1958 و1960 بعد مبارك البكاي الهبيل وأحمد بلافريج، والرابع باعتبار حكومة الفاطمي بنسليمان التي نصبها مجلس حفظة العرش في أكتوبر 1955.
شغل عبد الله إبراهيم أيضا منصبي كاتب دولة في الإعلام، في حكومة البكاي الأولى ثم كوزير للتشغيل والشؤون الاجتماعية في حكومة البكاي الثانية.
كان من المؤسسين الأوئل لحزب الاتحاد الوطني للقوات الشعبية (المنشق عن حزب الاستقلال).

## حياته
ولد عبد الله إبراهيم في مراكش وتلقى تعليمه الاولي في مسيد بالمدينة القديمة، قبل أن يلتحق بمدرسة بن يوسف العريقة في مراكش.
حاز شهادة العالمية سنة 1943 تحت إشراف محمد بن العربي العلوي. التحق بالسوربون سنة 1945 في معهد اللغات والحضارات الشرقية بباريس.
بعد اعتزاله الحياة السياسية في مطلع الستينات اشتغل عبد الله إبراهيم كأستاذ للعلاقات الدولية بجامعة الدار البيضاء.

## مساره السياسي

### خلال الحماية
انخرط عبد الله إبر اهيم في سن مبكرة في الحركة الوطنية ضد الحماية الفرنسية. تعرض للسجن أول مرة في عمر 16 سنة. سنتين بعد ذلك، كان عبد الله إبراهيم في المجلس الوطني لحزب الاستقلال، وكان ضمن الموقعين على عريضة المطالبة بالاستقلال سنة 1944 ومن مؤسسي حزب الاستقلال في نفس السنة وكان أول رئيس تحرير لجريدة العلم الناطقة باسم الحزب. كان عبد الله إبراهيم يؤمن بأهمية العمل النقابي في النضال السياسي وبأهمية الطبقة العمالية في الكفاح من أجل الاستقلال وكان ضمن مؤسسي الاتحاد المغربي للشغل.
في 1937، قام بتعبئة 56 جمعية من الصناع التقليديين والحرفيين المراكشيين لتأسيس منظمة مهنية للدفاع عن مصالحهم أمام إدارة الحماية. في 24 شتنبر 1937، قام بتنظيم مظاهرة لعشرات الآلاف من الفقراء لنسف زيارة أحد الوزراء الفرنسيين والصورة الإيجابية للحماية التي كان المقيم العام الفرنسي شارل نوغيس يريد تقديمها خلال هذه الزيارة. بسبب هذا النشاط، عوقب إبراهيم بالنفي إلى تارودانت. تعرض للنفي، مرة أخرى، للصحراء سنة 1951 بتهمة الإخلال بالنظام في مراكش.

### مرحلة التفاوض من أجل الاستقلال
خلال الفترة الانتقالية لاستقلال المغرب، كان عبد الله إبراهيم عضوا في حكومة مبارك البكاي الأولى، التي نصبت في 7 دجنبر 1955، وشغل فيها منصب كاتب دولة لدى الوزير الأول (رئيس المجلس حسب التسمية في تلك المرحلة) مكلفا بالإعلام.
بعد انتهاء مرحلة الحماية الفرنسية رسميا في 2 مارس 1956 استمرت حكومة البكاي الأولى كأول حكومة في المغرب المستقل، وكانت تعرف تقاطبات سياسية حادة تحت تأثير الصراعات الأولى لسنوات الاستقلال بين التيارات المشكلة لها. كان المشهد المغربي، آنذاك، يعرف صراعات حادة بين المشاريع المجتمعية والسياسية، وأيضا حرب تموقع وفرض الذات للفاعلين السياسيين : الحركة الوطنية، الملكية، النخبة الإدارية والعسكرية الفرنسية والمغربية الموالية لها، جيش التحرير، النخبة المعارضة لمسار التفاوض، إضافة إلى القوى الدولية والإقليمية المتنافسة حول الدولة الناشئة والمتوجسة من اختياراتها، في سياق الحرب الباردة.
كان عبد الله إبراهيم من سياسيي الحركة الوطنية المغربية الأشد معارضة للملكية المطلقة وكان من داعمي استمرار جيش التحرير في العمل الميداني إلى غاية التحرير الكامل للأراضي التي كانت مستثناة من مسار التفاوض مع الفرنسيين.
في 26 أكتوبر 1956، عين وزيرا للتشغيل والشؤون الاجتماعية في حكومة البكاي الثانية واستمر في هذا المنصب إلى غاية 24 دجنبر 1958، تاريخ تعيينه كرئيس لمجلس الحكومة. استمرت عبد الله إبراهيم رئيسا للحكومة إلى غاية 20 ماي 1960، تاريخ إقالته.

### حكومة عبد الله إبراهيم
على المستوى السياسي، دافع عبد الله إبراهيم عن سيادة الحكومة سياسيا وحقها في تسيير الإدارة وكان معارضا لاستئثار القصر بالوزارات السيادية (الدفاع والداخلية) ولفصل جهاز الأمن عن الداخلية وإلحاقه للملك مباشرة. انتقد سياسة حكومة بلافريج التي لم تستطع فرض نظام ديمقراطي والتي سمحت بفرض ظهير 1958 للحريات، الذي اعتبر مقيدا للحريات والممارسة الديمقراطية.
رغم معارضته للقصر، ومواقفه وخطه السياسي التقدمي، إلا أن عبد الله إبراهيم كانت تربطه علاقة احترام بمحمد الخامس، وترجع الصحفية زكية داود هذه العلاقة إلى الخلفية الثقافية للرجلين (كلاهما سلكا مسارا تعليميا محافظا) وبذلك كان محمد الخامس يفضل التعامل مع عبد الله إبراهيم على نخبة الحركة الوطنية ذات الخلفية الفرنكوفونية، رغم اعتدال خطهم السياسي.
اهتم وهو رئيس حكومة بتقوية المؤسسات الحزبية والنقابية والنضال الشعبي، حيث كان رئيسا لحكومة وفي نفس الآن معارضا لسياسة الملك وولي عهده آنذاك، مولاي الحسن، الذي كان مكلفا بالملفات الأمنية والعسكرية. كان جلاء القوات الأجنبية وتفكيك قواعدها من أهم الملفات الخلافية بين إبراهيم ومولاي الحسن وكانت حادثة احتجاج إبراهيم على تعيين ضابط أمريكي في ديوان وزير الداخلية، بتوصية من القصر، سببا في إقالة إبراهيم، وتروي مصادر المرحلة بأن الإقالة كانت عمليا بصورة انقلاب عسكري، حيث حاصر مولاي الحسن القصر الملكي (والذي يضم مقر رئاسة الحكومة) بالدبابات لإرغام محمد الخامس على توقيع إقالة حكومة عبد الله إبراهيم الاشتراكية.
قام عبد الله إبراهيم بتطبيق سياسة اقتصادية اشتراكية اجتماعية، وحققت حكومته إنجازات مهمة، رغم قصر مدتها، عبر إرساء أهم المؤسسات الوطنية وإطلاق برامج طموحة:
- عملية الحرث الجماعي، التي كانت مقدمة للإصلاح الفلاحي والتي شملت أيضا إرساء سياسة مائية وطنية عبر المكتب الوطني للري. والمكاتب الجهوية للفلاحة.
- نزع ملكية الأراضي الفلاحية من المعمرين الفرنسيين.
- إنشاء مؤسسة الإنعاش الوطني.
- إنشاء مؤسسات صناعية وطنية: مصانع الجرارات (طارق)، مصنع لتركيب الشاحنات بشراكة مع بيرليي، مصنع صوماكا بالدارالبيضاء، شركة تكرير النفط سامير بالمحمدية (بشراكة مع إيني)، مصنع الصلب صوناسيد بالناظور، مصانع الخيط والنسيج بفاس وتطوان، مصنع عجلات (بشراكة مع جينيرال تاير) ومصانع استخراج السكر من الشمندر.
- على المستوى المالي، إرساء نظام مالي وطني سيادي عبر إنشاء مؤسسات المعهد الوطني للإصدار، بنك المغرب، البنك الوطني للإنماء الاقتصادي، البنك المغربي للتجارة الخارجية وصندوق الإيداع والتدبير.

## أفكاره ومواقفه السياسية
كان عبد الله إبراهيم مؤمنا بالدور الطلائعي للعمل النقابي في السياسة وكان واعيا بعدم توفر الطبقة العاملة المغربية على الشروط التي تؤهلها للمساهمة في الحياة السياسة والاختيارات الاقتصادية الوطنية من تعليم وتوعية وتأطير سياسي، وهو ما يفسر اهتمامه بالعمل الميداني لتأطير العمال والهيآت المهنية والتي توجت بمساهمته في تأسيس الاتحاد المغربي للشغل.

## من مؤلفاته
- ثورة العقل، تقديم محمد سبيلا - منشورات الزمن.